# Chiesa di Sant'Andrea (Altamura)
La chiesa di Sant'Andrea era una chiesa della città di Altamura, situata su quella che era, ed è ancora oggi, la strada principale della città. La chiesetta fu costruita nel decennio 1370 e nel 1629 risultava già pericolante, venendo poi restaurata verso la fine del Settecento. Era situata nel locale oggi corrispondente a "corso Federico II di Svevia 154" e dava il nome all'area su cui si ergeva, al punto che il vicolo laterale va ancora oggi sotto il nome di "vico Sant'Andrea".

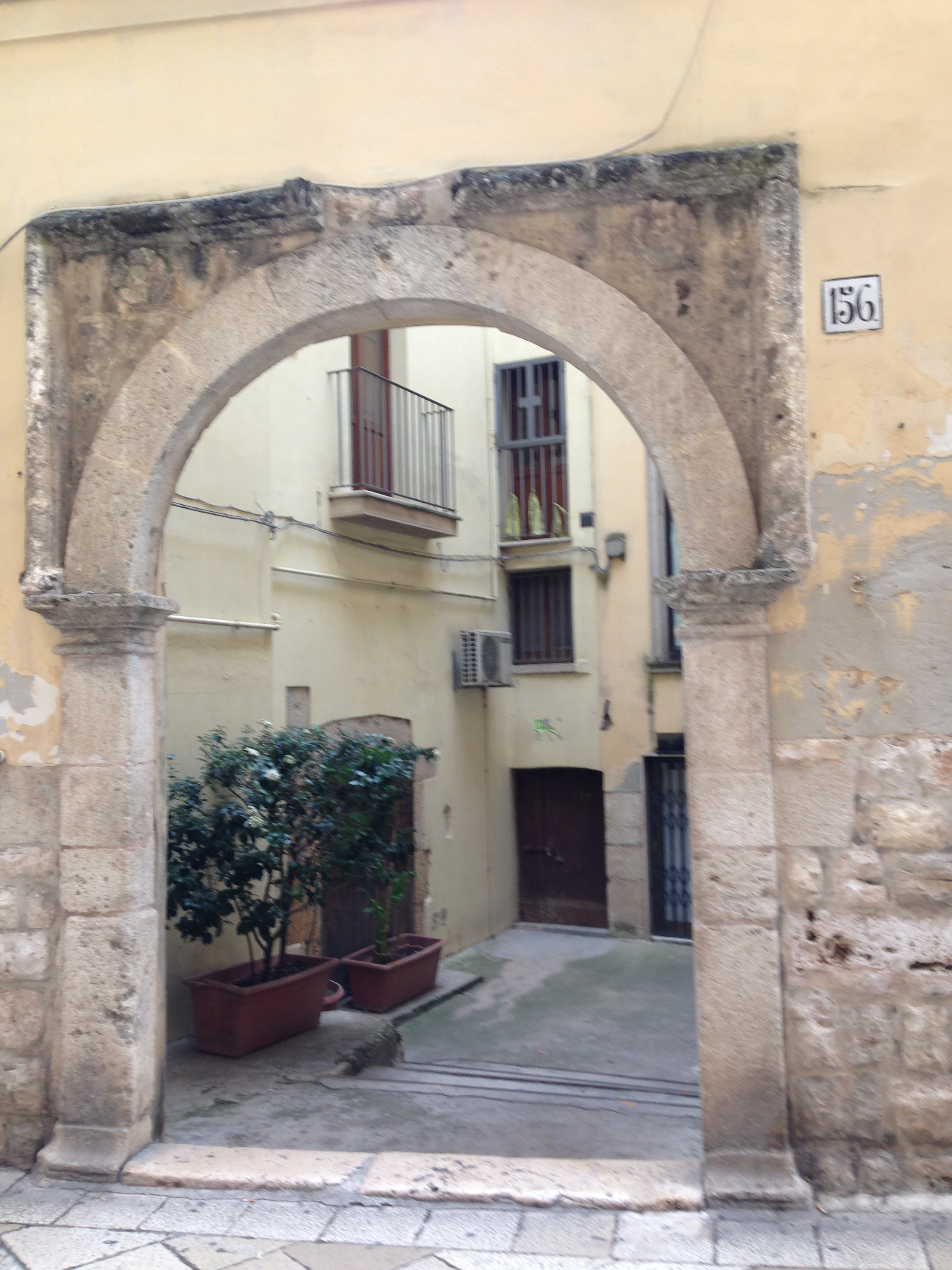
Spiazzo interno a destra